# 130069 Danielgaudreau
130069 Danielgaudreau è un asteroide della fascia principale. Scoperto nel 1999, presenta un'orbita caratterizzata da un semiasse maggiore pari a 2,6712656 UA e da un'eccentricità di 0,2405561, inclinata di 15,11706° rispetto all'eclittica.